# Васу (буддизм)
Васу (санскр. वस, IAST: Vasu, кит. 婆藪, яп. ばす, Басу) — мудрец, отшельник и бессмертный провидец в буддизме. Один из 28-ми подчинённых Тысячерукого Авалокитешвары.
Васу имеет вид аскета-старца, который одной рукой опирается на трость, а другой держит свиток, символ «Сутры Сердца». Васу выступает охранником этой сутры, поэтому часто появляется на картинах 18 добрых божеств.
Согласно с «Маха Праджняпарамита Падеса» (яп. 大智度論), Васу был брахманом древнеиндийской страны Магадха. Из-за своего пессимизма он начал изучать магию, заниматься медитацией в лесах и горах и стал отшельником. Всё это время Васу питался плотью, убивая священных животных. Поэтому он был брошен в ад, став первым человеком, попавшим туда. Но его спас бодхисаттва Авалокитешвара и он стал служить Будде Шакьямуни.